# Peter Wülfing von Martitz
Peter Ernst Ferdinand Valentin Wülfing von Martitz (* 9. Dezember 1930 in Berlin; † 7. Februar 2004 in Köln) war ein deutscher Altphilologe.

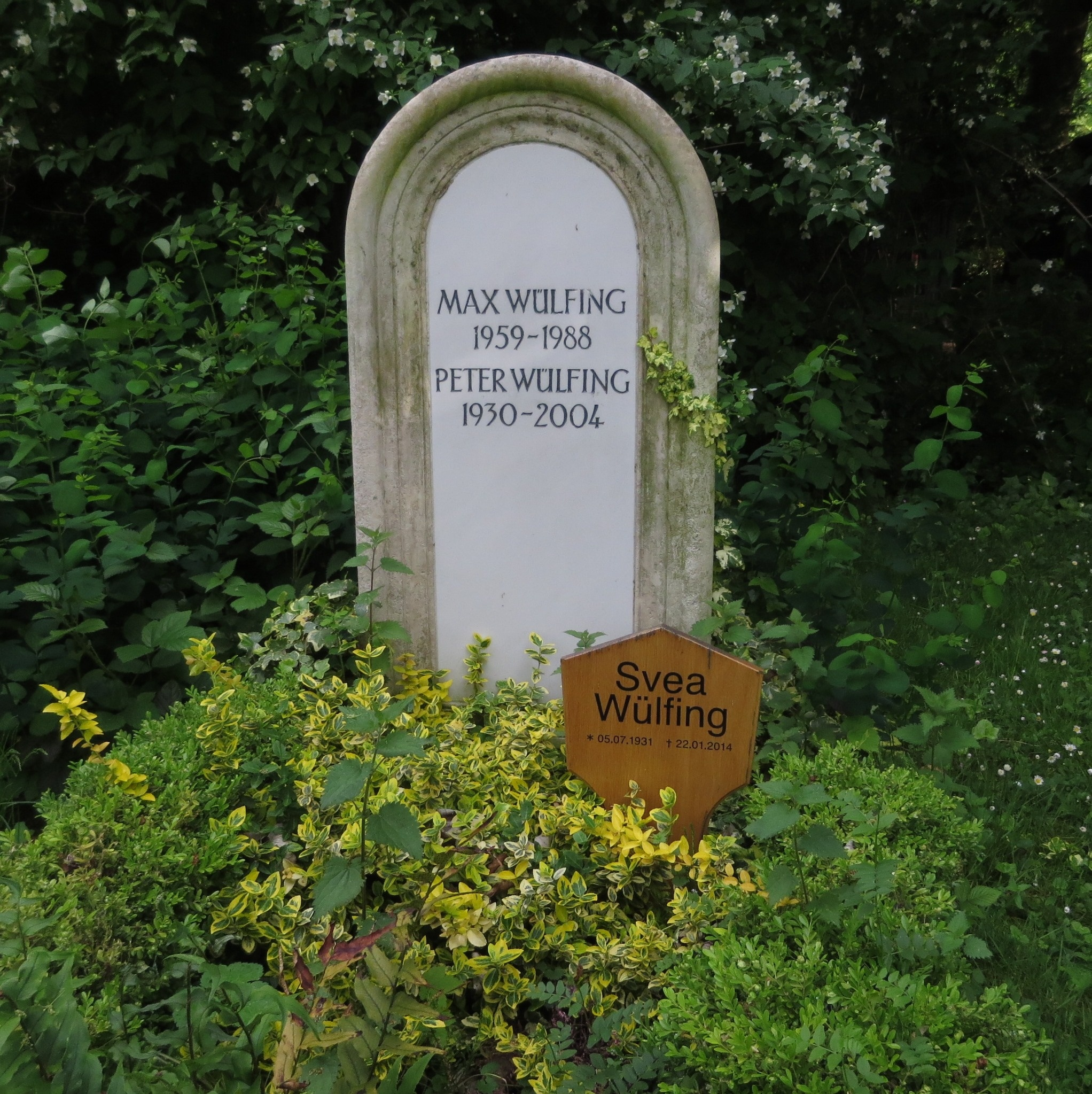
Grab auf dem Kölner Nordfriedhof

## Leben

### Herkunft
Die väterliche Stammreihe des aus dem Wuppertal stammenden Geschlechts Wülfing beginnt mit Arndt zu Wülfing (Arndt to Wulffynck), 1466 Besitzer des Hofes zu Wülfing (Gutes Wülfing) in den Barmen im Amte Beyenburg, der dem Grafen von der Mark lehnpflichtig, aber dem Bergischen Hause abgabenpflichtig war. 
Peter Wülfings Vater war der Lackfabrikant Johann-Friedrich Wülfing (1894–1945), Sohn des Professors der Mineralogie und Petrographie, außerordentlichen Professors an der Universität Tübingen, Ernst Anton Wülfing (1860–1930), und der Erminia Paula Ludovica, geb. von Martitz (1871–1969), Tochter des Professors Ferdinand von Martitz (1839–1921). Der Vater war im Oktober 1945 im Speziallager Ketschendorf umgekommen, war Teilhaber der Firma „Hermann Wülfing KG“ in Hamburg und Berlin, Hauptmann der Reserve a. D. und hatte eine Namensänderung erhalten, durch Erlass des preußischen Justizministeriums vom 14. Januar 1930 in „Wülfing von Martitz“, nachdem er bereits am 22. Juni 1929 zu Berlin eine „Adelsrechtliche Nichtbeanstandung“ der Führung des Namens „Wülfing v. Martitz“ als eines adeligen erhalten hatte. Peter Wülfings Mutter war Helene, geb. Thost (* Leipzig 1897; † Berlin 1962), Tochter des königlich sächsischen Majors a. D. Valentin Thost (1866–1924). Die Eltern hatten 1920 in Heidelberg geheiratet.

### Studium und Wirken
Peter Wülfing von Martitz studierte Klassische Philologie an der Freien Universität Berlin und ab Herbst 1952 an der Georg-August-Universität Göttingen, wo er 1958 bei Kurt Latte promoviert wurde. 1967 habilitierte er sich an der Universität zu Köln und wurde 1970 zum außerplanmäßigen Professor ernannt. Später wurde er zum Wissenschaftlichen Rat und Professor ernannt, 1980 zum Professor. 1996 trat er in den Ruhestand.
Sein Forschungsschwerpunkt waren die homerischen Epen. Er verfasste außerdem Artikel und Aufsätze über die griechische Rhetorik.

### Familie
Er heiratete 1955 in Breitnau im Schwarzwald die in Hamburg geborene Svea von Braunbehrens (1931–2014), Diplom-Übersetzerin, mit der er die Söhne Jakob und Max (1959–1988) sowie die Tochter Natalie bekam. Seine Familiengrabstätte befindet sich auf dem Kölner Nordfriedhof (Flur 22).

## Schriften (Auswahl)
- ΙΕΡΟΣ bei Homer. Mit einem Ausblick auf den Gebrauch in der Literatur der folgenden Zeit. Göttingen 1958 (Dissertation)
- Vorträge und Schriften aus der Altertumswissenschaft und ihrer Didaktik. Herausgegeben von Gerhard Binder und Theodor Lindken (= Bochumer Altertumswissenschaftliches Colloquium. Band 49). Wissenschaftlicher Verlag Trier, Trier 2001, ISBN 3-88476-443-8.